# Raúl Olivares
Raúl Alejandro Olivares Gálvez (Santiago del Cile, 17 aprile 1988) è un calciatore cileno, portiere del Wilstermann.

## Carriera
Ha giocato nella prima divisione cilena ed in quella boliviana.